# يوميات امرأة سوداء مجنونة
يوميات امرأة سوداء مجنونة (بالإنجليزية: Diary of a Mad Black Woman)‏ هو فيلم كوميدي تم إنتاجه في الولايات المتحدة سنة 2005. الفيلم من كتابة تايلر بيري.

## بطولة
- تايلر بيري

## الميزانية والإيرادات
بلغت تكلفة إنتاج الفيلم حوالي 5.5 مليون دولار بينما حقق أرباحا تقدر بـ 50,652,203 دولار.

## وصلات خارجية
- الموقع الرسمي
- يوميات امرأة سوداء مجنونة على موقع IMDb (الإنجليزية)
- يوميات امرأة سوداء مجنونة على موقع ميتاكريتيك (الإنجليزية)
- يوميات امرأة سوداء مجنونة على موقع الموسوعة البريطانية (الإنجليزية)
- يوميات امرأة سوداء مجنونة على موقع روتن توميتوز (الإنجليزية)
- يوميات امرأة سوداء مجنونة على موقع نتفليكس (الإنجليزية)
- يوميات امرأة سوداء مجنونة على موقع قاعدة بيانات الأفلام العربية
- يوميات امرأة سوداء مجنونة على موقع ألو سيني (الفرنسية)
- يوميات امرأة سوداء مجنونة على موقع Turner Classic Movies (الإنجليزية)
- يوميات امرأة سوداء مجنونة على موقع أول موفي (الإنجليزية)
- يوميات امرأة سوداء مجنونة على موقع بوكس أوفيس موجو (الإنجليزية)